# مهین اسکویی
مهین اسکویی با نامِ اصلیِ مهین عبّاس خاقانی (زادهٔ ۲ اسفندِ ۱۳۰۹ – درگذشته ۱۲ دیِ ۱۳۸۴ تهران) کارگردان، مدرس تئاتر، مترجم آثار نمایشی و یکی از بنیان‌گذاران تئاتر آناهیتا بود.

## زندگی
مهین اسکویی با نام خانوادگی عبّاس طاقانی در ۲ اسفند ۱۳۰۹ در تهران در خانواده‌ای به دنیا آمد که با دنیای هنر بیگانه نبودند. خاله او روحبخش و خواهرش پوران (شاپوری) از خوانندگان قدیم زن ایران بودند. انوشیروان روحانی، آهنگساز ایرانی نیز همسر یکی دیگر از خواهران او بود.
مهین در ۱۶ سالگی به عنوان بازیگر در تئاتر فردوسی پا بر صحنه گذاشت. تئاتر فردوسی زیر نظر عبدالحسین نوشین فعالیت می‌کرد و مهین اسکویی گام‌های اولیه آموزش بازیگری را از او فرا گرفت و ار نخستین زنان ایرانی بود که بر صحنه نمایش ظاهر شد.
او در نمایش پرنده آبی اثر موریس مترلینک، نویسنده‌ی بلژیکی به کارگردانی عبدالحسین نوشین در نقش گربه مورد توجه قرار گرفت.
مهین اسکویی در گروه نوشین با بازیگرانی چون صادق شباویز، نصرت کریمی، عزت‌الله انتظامی، لرتا، توران مهرزاد، حسین خیرخواه، حسن خاشع، محمد تقی کهنمویی و مصطفی اسکویی همکاری می‌کرد و در سال ۱۳۲۴ با مصطفی اسکویی ازدواج کرد و پس از اجرای چند نمایش به همراه او به فرانسه و سپس به مسکو رفت.
او در دانشکده هنرهای تئاتری مسکو (لونا چارسکی) در رشته کارگردانی با درجه ممتاز از این دانشکده فارغ‌التحصیل شد و نیز سیستم استانیسلاوسکی را نیز در دانشکده مزبور آموزش دید و در سال ۱۹۶۹ در این زمینه دیپلم افتخار دریافت می‌کند.
مهین اسکویی پس از شوروی به همراه همسرش در آلمان اقامت گزید و پس از بازگشت به ایران، در کنار مصطفی اسکویی تئاتر آناهیتا را بنا گذاشتند.
پس از تعطیلی تئاتر آناهیتا و جدایی از مصطفی اسکویی، گروه تئاتر زمان را تشکیل داد و به به عنوان مترجم زبان روسی به استخدام کارخانه تازه تأسیس ذوب آهن اصفهان درآمد..
او با گروه تئاتر زمان نمایش در اعماق نوشته ماکسیم گورکی و سه خواهر و خرس و خواستگاری را به صحنه برد. آخرین تلاش مهین اسکویی برای بردن نمایش به روی صحنه به سال ۱۳۶۷ برمی گردد.
نمایشی با نام تاریکی‌های سرکش نوشته بوئرو نمایشنامه‌نویس اسپانیایی با حضور مهدی فتحی و همراهی گروه پنج که از فارغ التحصیلان سال ۶۵ تئاتر آناهیتا تشکیل شده بود و دیگر هنرآموخته‌های سال‌های پس از انقلاب آناهیتا و جمعی از بازیگران جوان و علاقه‌مند که بسیاری از آن‌ها در تئاتر امروز ایران مطرح هستند.
اما در سالی که با حضور علی منتظری مقدم در راس مرکز هنرهای نمایشی بسیاری از پیش کسوتان تئاتر ایران مانند حمید سمندریان، رکن الدین خسروی، بهزاد فراهانی، پری صابری و … پس از سال‌ها، نمایشی را بر روی صحنه بردند، اسکویی امکان اجرای نمایش نیافت.
پس از آن مهین اسکویی تمام وقتش را برای اتمام و تکمیل مجموعه آثار استانیسلاوسکی در ارتباط با بازیگری گذاشت و این آثار پس از سی سال تأسیس آناهیتا و ورود اسکویی‌ها به ایران به‌طور کامل توسط انتشارات سروش در سال ۱۳۶۸ در دسترس علاقه‌مندان قرارگرفت.
اهتمام مهین اسکویی در ترجمه آثار نمایشی و موضوعات تئاتری از بدو بازگشت به ایران بی‌وقفه ادامه داشت.
از آثار ترجمه شده توسط او علاوه بر سه جلد حجیم آموزش سیستم استانیسلاوسکی می‌توان به نمایش‌های در اعماق، ییلاق‌نشین‌ها و فرزندان خورشید نوشته ماکسیم گورکی، سه خواهر، خرس و خواستگاری اثر آنتون چخوف، تاریکی‌های سرکش اثر بوئرو، کارگردان مؤلفی دیگر اثر رخلس و فصل‌هایی از تاریخ تئاتر جهان اثر ماکولسکی اشاره کرد.
نمایش‌هایی که مهین اسکویی به عنوان کارگردان و بازیگر در آن‌ها حضور داشت عبارتند از: خانه عروسک (هنریک ایبسن)، روبهک‌ها (لیلیان هلمن)، تانیا (آربوزف)، صاحبه مهمانخانه (کارو گولدونی)، صاعقه (آلکساندر آستروفسکی)، خرس و خواستگاری، سه خواهر(آنتون چخوف)، در اعماق (ماکسیم گورکی).
در آغاز تأسیس تلویزیون ثابت پاسال (شبکه ۲ سراسری فعلی) در سال ۱۳۳۷ نمایش‌های زنده تلویزیونی توسط اسکویی‌ها در آن اجرا شد. مهین اسکویی در این نمایش‌ها نیز به عنوان کارگردان و بازیگر حضور داشت.
نمایش‌هایی مانند شبهای سپید (داستایفسکی)، گرگها و بره‌ها (آستروفسکی)، اینس مندو، کالسکه زرین (مریمه)، غار سالامانگ (سروانتس)، پیچ خطرناک (سامرست موآم)، ابلیس (چخوف)، خانه عروسک (ایبسن) به عنوان کارگردان و بازیگر و در نمایش‌های اتللو (در نقش امیلیا) و تراموایی به نام هوس (در نقش بلانش) تنها به عنوان بازیگر، از نمایش‌های تلویزیونی بود که او در آن حضور داشت.
مهین اسکویی از سال ۱۳۷۰ پس از انتشار آثار استانیسلاوسکی دوباره آموزش هنرجویان را آغاز کرد و در خانه خود فضایی را برای این کار اختصاص داد. برنامه آموزشی او مانند یک برنامه دانشگاهی بود و بسیاری از دانشجویان همزمان از کلاس‌های آموزشی او نیز بهره می‌بردند.
او پس از ماه‌ها بیماری صبح روز دوشنبه ۱۲ دی ۱۳۸۴ حدود دوماه پس از گذشت از فوت مصطفی اسکویی، همسر سابقش و دیگر بنیان‌گذار تئاتر آناهیتا در بیمارستان پاستور تهران درگذشت.